# Homer vs. The Eighteenth Amendment
Homer vs. The Eighteenth Amendment, llamado Homer contra la decimoctava enmienda en España y Homero contra la prohibición en Latinoamérica, es el episodio dieciocho perteneciente a la octava temporada de la serie animada Los Simpson, estrenado originalmente el 16 de marzo de 1997. En Springfield se prohíbe el alcohol, por lo que Homer fabrica licor ilegal para abastecer a la ciudad. El episodio fue escrito por John Swartzwelder, y dirigido por Bob Anderson. Las estrellas invitadas fueron Dave Thomas como Rex Banner y Joe Mantegna como Tony el Gordo.

## Sinopsis
Al llegar el Día de San Patricio, todos los habitantes de Springfield participan en festejos alusivos a la fecha, tanto en el centro de la ciudad como en la taberna de Moe. Durante el desfile de carrozas en el centro de la ciudad, el exceso de alcohol provoca una riña generalizada entre la gente, y para aumentar el descontrol Duff trae al desfile un camión equipado con una enorme manguera para repartir cerveza gratis a la gente. Bart, que se encuentra entre el gentío jugando con una enorme corneta de plástico, bebe a través de la misma una gran cantidad de cerveza accidentalmente, tras lo cual deambula "bailando" en la calle completamente ebrio. Al ver esto, el espíritu de juerga de la gente desaparece por completo, y al reportar el hecho en el noticiero de la televisión, Kent Brockman sugiere implementar la ley seca en la ciudad, cosa que Homer cree que no sucederá. Sin embargo, un grupo de damas de la ciudad, entre las que se encuentran Maude Flanders y Helen Lovejoy, piden al alcalde Quimby que se prohíba el consumo de alcohol en la ciudad. El alcalde se resiste a dicha medida hasta que el encargado del archivo histórico de la ciudad descubre un antiguo pergamino, en el que se constata que había existido una ley seca en la ciudad doscientos años atrás, pero que jamás había sido promulgada. Ante tal evidencia, el alcalde promulga el decreto de ley seca. 
A pesar de la prohibición, la cual provoca que Homer, Moe y sus clientes, e inclusive la esposa del Dr. Hibbert caigan desmayados, Fat Tony se ocupa de abastecer de alcohol a la ciudad pagando gruesos sobornos a la policía. Moe continúa haciendo funcionar su taberna camuflándola como una tienda de mascotas, hasta que una noche las damas que pedían la prohibición irrumpen en la taberna, donde encuentran de juerga al propio jefe Wiggum. Cansadas de la incompetencia de la policía local, las damas presionan al alcalde, ya fastidiado de ellas al ser un conocido bebedor, para que traiga un nuevo jefe de policía so pena de retirarle su apoyo electoral, y en respuesta Quimby manda llamar a Rex Banner (Elio Pez en Hispanoamérica), funcionario del Departamento del Tesoro, para reemplazar a Wiggum. Apenas asume su cargo, Banner suspende por tiempo indefinido a Wiggumm, literalmente arrojandolo fuera de la comisaría y hace cumplir la prohibición a rajatabla. 
Decidido a mantener su costumbre de beber a toda costa, Homer decide ser él el proveedor clandestino de alcohol, y junto con Bart desentierra barriles de cerveza que Duff había desechado en el basurero de la ciudad desde el inicio de la prohibición apenas escapando de Banner. A través de una intrincada red de tuberías, Homer le envía a Moe bolas de bowling llenas de cerveza desde el salón de bolos, y por el mismo camino recibe las bolas conteniendo el dinero de las ventas de alcohol. Desde ese momento comienza a ser conocido como "El Barón de la Cerveza", y Banner pone todo su empeño en atraparlo. Una noche, Marge descubre a Homer con las manos en la masa, y a pesar de lo ilegal de su actividad, no pone reparos e incluso censurando a la moralizante Lisa. 
Desgraciadamente, la cerveza se termina, y ante la presión de Moe, Homer se ve obligado a fabricar todo tipo de bebidas alcohólicas en su sótano, y los esfuerzos de Banner por atrapar al misterioso Barón de la Cerveza son infructuosos, aun cuando Homer lo saluda mientras lleva con él ingredientes para fabricar bebida. Una noche, uno de los alambiques en el sótano explota, y por sugerencia de su esposa, Homer acepta abandonar el tráfico de alcohol. Mientras vuelve a su casa con su última paga como traficante, Wiggum lo asalta y le pide el dinero que lleva. Homer, al verlo en un estado realmente calamitoso, se compadece de él y decide entregarse, que Wiggum lo arreste para recuperar su puesto en la policía. Al día siguiente, mientras Banner dice en un discurso que el alcohol ha desaparecido de la ciudad, Kent Brockman anuncia por televisión que han atrapado al Barón de la Cerveza, tras lo cual Wiggum vuelve a su antiguo trabajo como policía. 
Según la ley, el castigo por traficar alcohol es ser arrojado por una catapulta. Cuando Homer está por recibir su pena, Marge da un discurso a todos los presentes, demostrando la ridiculez de la prohibición. Banner interviene para recordarles a todos que la ley debe cumplirse, y sin darse cuenta se mete dentro de la catapulta, tras lo cual Wiggum consigue su revancha dando la orden de arrojarlo. Antes de que arrojen a Homer, el encargado del archivo histórico descubre que la prohibición del alcohol había sido apelada un año después de su aprobación por lo que quedaba anulada. Finalmente el alcalde ordena liberar a Homer, y Fat Tony vuelve a llenar de alcohol la ciudad en menos de cinco minutos. 
En la celebración por el regreso de la cerveza, Homer pronuncia una de las frases más recordadas de la serie: "¡Por el alcohol, la causa y la solución de todos los problemas de la vida!".

## Producción
El argumento del episodio está basado en las leyes de prohibición de los años 20s en Estados Unidos, según las cuales no se podría vender ni consumir alcohol. Como en Los Simpson hay muchos episodios cuyas historias están relacionadas con el alcohol, los escritores pensaron que era extraño que nunca hubiesen hecho un episodio relacionado con la Prohibición, y que la idea era "perfecta". En el episodio aparecen muchos estereotipos irlandeses en la celebración del Día de San Patricio. Esto es una referencia de la época en la que Conan O'Brien era escritor del programa, y su uso frecuente de estereotipos irlandeses. Varios escritores estaban muy preocupados de que Bart se embriagase. Para suavizarlo, hicieron que bebiera cerveza a través de un embudo, de una manera accidental. Esta fue una de las pocas modificaciones que se le hicieron al libreto original de John Swartzwelder. Originalmente, la primera línea del jefe Wiggum era "Están ebrios o consumen cocaína", pero fue cambiada porque parecía muy anticuado. El descubrimiento de "más palabras en el pergamino" fue una manera fácil de librar a Homer de su castigo al final del episodio.
La primera vez que Homer entra en la "tienda de mascotas" de Moe, el hombre que inclina su sombrero hacia él es un personaje resucitado de temporadas anteriores. El disturbio al principio del episodio fue tomado del final de "Lisa on Ice" y actualizado. La línea "¡Por el alcohol! La causa... y la solución... a todos los problemas de la vida," estaba originalmente al final del segundo acto, pero fue movida al final del episodio.